# The Chieftains 3
The Chieftains 3 è il terzo album in studio del gruppo musicale irlandese The Chieftains, pubblicato nel 1971. 

## Tracce
1. Strike the Gay Harp / Tiarna Maigheó (Lord Mayo) / The Lady on the Island / The Sailor on the Rock – 6:24
2. Sonny's Mazurka / Tommy Hunt's Jig – 3:12
3. Eibhlí Gheal Chiún ní Chearbhaill (Bright Quiet Eily O'Carroll) / Delahunty's Hornpipe – 3:55
4. The Hunter's Purse – 1:42
5. March of the King of Laois" or "Ruairí Óg Ó Mordha – 3:02
6. Carolan's Concerto or Mrs Poer – 2:49
7. Tom Billy's Reel / The Road to Lisdoonvarna / The Merry Sisters – 5:57
8. An Ghaoth Aneas (The South Wind) – 2:49
9. Tiarna Isne Chaoin (Lord Inchiquin) – 3:41
10. The Trip to Sligo – 3:43
11. An Raibh Tú ag an gCarraig? (Were You at the Rock?) – 2:20
12. John Kelly's Slide / Merrily Kiss the Quaker / Denis Murphy's Slide – 3:25

## Formazione
- Paddy Moloney – uilleann pipes, tin whistle
- Michael Tubridy – flauti, concertina, tin whistle
- Martin Fay – fiddle
- Seán Potts – tin whistle
- Seán Keane – fiddle
- Peadar Mercier – bodhrán, ossa